# Christian von Einem
Christian von Einem (* 5. Juli 1977) ist ein ehemaliger deutscher American-Football-Spieler.

## Laufbahn
Der 1,97 Meter große Verteidigungsspieler gehörte von 2002 bis 2011 der Mannschaft der Braunschweig Lions an. Er trug in dieser Zeit zu vier deutschen Meistertiteln (2005, 2006, 2007, 2008) sowie dem Eurobowl-Sieg 2003 bei.
Mit der deutschen Nationalmannschaft gewann von Einem 2005 Gold bei den World Games in Duisburg, Silber bei der Europameisterschaft 2005 und 2007 Bronze bei der Weltmeisterschaft.